# Hongkong E-Prix 2019
Der Hongkong E-Prix 2019 (offiziell: 2019 HKT Hong Kong E-Prix) fand am 10. März auf dem Hong Kong Central Harbourfront Circuit in Hongkong statt und war das fünfte Rennen der FIA-Formel-E-Meisterschaft 2018/19. Es handelte sich um den dritten Hongkong E-Prix sowie um das 50. Rennen der FIA-Formel-E-Meisterschaft.

## Bericht

### Hintergrund
Nach dem Mexiko-Stadt E-Prix führt Jérôme D’Ambrosio in der Fahrerwertung mit sieben Punkten vor António Félix da Costa und mit acht Punkten vor Sam Bird. In der Teamwertung hat Mahindra Racing zehn Punkte Vorsprung auf Envision Virgin Racing und 19 Punkte Vorsprung auf BMW i Andretti Motorsport.
Mit Bird und Sébastien Buemi traten zwei ehemalige Sieger zu diesem Rennen an.
Daniel Abt, Buemi, Félix da Costa, Stoffel Vandoorne und Pascal Wehrlein erhielten im Rennen einen sogenannten Fanboost, sie durften die Leistung ihres Fahrzeugs nach der 23. Minute des Rennens einmal auf 240 kW bis 250 kW erhöhen und so bis zu 100 Kilojoule Energie zusätzlich verwenden. Buemi erhielt seinen 31. Fanboost in der FIA-Formel-E-Meisterschaft und Abt seinen 22. Felix da Costa und Vandoorne erhielten jeweils zum fünften Mal die Zusatzenergie, jedes Mal in dieser Saison. Wehrlein gewann den Fanboost zum zweiten Mal, zuvor hatte er ihn bei seinem Debüt in Marrakesch erhalten.
Der Hongkong E-Prix war nach dem Hongkong ePrix 2016 und dem Zürich E-Prix 2018 der dritte E-Prix, der ausschließlich an einem Sonntag stattfand.

### Training
Oliver Rowland fuhr im ersten freien Training, in 1:09,283 Minuten die Bestzeit vor André Lotterer und Jean-Éric Vergne. Das Training startete bei nassen Bedingungen, zum Ende hin trocknete die Strecke immer weiter ab.
Im zweiten freien Training, das erneut auf nasser Strecke startete, die im Laufe des Trainings abtrocknete, war Robin Frijns mit einer Rundenzeit von 1:09,221 Minuten Schnellster vor Rowland und Lotterer.

### Qualifying
Das Qualifying begann um 11:45 Uhr und fand in vier Gruppen zu je fünf oder sechs Fahrern statt, jede Gruppe hatte sechs Minuten Zeit, in der die Piloten maximal eine gezeitete Runde mit einer Leistung 200 kW und anschließend maximal eine gezeitete Runde mit einer Leistung von 250 kW fahren durften. Es begann vor dem Qualifying erneut zu regnen. Stoffel Vandoorne war mit einer Rundenzeit von 1:11,592 Minuten Schnellster. Das Qualifying musste nach einem Dreher von Vergne kurz unterbrochen werden.
Die sechs schnellsten Fahrer fuhren anschließend im Superpole genannten Einzelzeitfahren die ersten sechs Positionen aus. Vandoorne sicherte sich mit einer Rundenzeit von 1:11,580 Minuten die Pole-Position und damit drei Punkte. Es waren die erste Pole-Position sowie die ersten Punkte für Vandoorne und HWA Racelab in der FIA-Formel-E-Meisterschaft. Die weiteren Positionen belegten Rowland, Edoardo Mortara, Lotterer, Gary Paffett und Lucas di Grassi.

### Rennen
Das Rennen ging über eine Zeit von 45 Minuten zuzüglich einer Runde. Jeder Fahrer musste den Attack-Mode zweimal aktivieren, nach der Aktivierung leistete das Fahrzeug für eine Zeit von vier Minuten maximal 225 kW statt 200 kW.
Mortara gewann das Rennen vor di Grassi und Frijns. Die restlichen Punkteplatzierungen belegten Daniel Abt, Felipe Massa, Bird, Mitch Evans, Paffett, Oliver Turvey und Félix da Costa. Der Punkt für die schnellste Rennrunde unter den ersten Zehn ging an Bird.

## Meldeliste
Alle Teams und Fahrer verwendeten Reifen von Michelin.
| Team                                     | Fahrzeug           | Nr. | Fahrer                 |
| ---------------------------------------- | ------------------ | --- | ---------------------- |
| Audi Sport ABT Schaeffler Formula E Team | Audi e-tron FE05   | 11  | Lucas di Grassi        |
| Audi Sport ABT Schaeffler Formula E Team | Audi e-tron FE05   | 66  | Daniel Abt             |
| DS Techeetah                             | DS E-Tense FE 19   | 25  | Jean-Éric Vergne       |
| DS Techeetah                             | DS E-Tense FE 19   | 36  | André Lotterer         |
| Envision Virgin Racing                   | Audi e-tron FE05   | 02  | Sam Bird               |
| Envision Virgin Racing                   | Audi e-tron FE05   | 04  | Robin Frijns           |
| Mahindra Racing                          | Mahindra M5Electro | 64  | Jérôme D’Ambrosio      |
| Mahindra Racing                          | Mahindra M5Electro | 94  | Pascal Wehrlein        |
| Nissan e.dams                            | Nissan IM01        | 22  | Oliver Rowland         |
| Nissan e.dams                            | Nissan IM01        | 23  | Sébastien Buemi        |
| Panasonic Jaguar Racing                  | Jaguar I-Type III  | 03  | Nelson Piquet jr.      |
| Panasonic Jaguar Racing                  | Jaguar I-Type III  | 20  | Mitch Evans            |
| Venturi Formula E Team                   | Venturi VFE05      | 19  | Felipe Massa           |
| Venturi Formula E Team                   | Venturi VFE05      | 48  | Edoardo Mortara        |
| NIO Formula E Team                       | NIO Sport 004      | 08  | Tom Dillmann           |
| NIO Formula E Team                       | NIO Sport 004      | 16  | Oliver Turvey          |
| Geox Dragon                              | PENSKE EV-3        | 06  | Felipe Nasr            |
| Geox Dragon                              | PENSKE EV-3        | 07  | José María López       |
| BMW i Andretti Motorsport                | BMW iFE.18         | 27  | Alexander Sims         |
| BMW i Andretti Motorsport                | BMW iFE.18         | 28  | António Félix da Costa |
| HWA Racelab                              | Venturi VFE05      | 05  | Stoffel Vandoorne      |
| HWA Racelab                              | Venturi VFE05      | 17  | Gary Paffett           |

## Klassifikationen

### Qualifying
| Pos.                                                                   | Fahrer                 | Team                                     | Zeit     | Superpole | Start |
| ---------------------------------------------------------------------- | ---------------------- | ---------------------------------------- | -------- | --------- | ----- |
| 01                                                                     | Stoffel Vandoorne      | HWA Racelab                              | 1:11,592 | 1:11,580  | 01    |
| 02                                                                     | Oliver Rowland         | Nissan e.dams                            | 1:12,140 | 1:11,903  | 02    |
| 03                                                                     | Edoardo Mortara        | Venturi Formula E Team                   | 1:12,156 | 1:12,310  | 06    |
| 04                                                                     | André Lotterer         | DS Techeetah                             | 1:12,204 | 1:12,868  | 03    |
| 05                                                                     | Gary Paffett           | HWA Racelab                              | 1:12,093 | 1:13,033  | 04    |
| 06                                                                     | Lucas di Grassi        | Audi Sport ABT Schaeffler Formula E Team | 1:12,321 | 1:14,177  | 05    |
| 07                                                                     | Sam Bird               | Envision Virgin Racing                   | 1:12,529 | –         | 07    |
| 08                                                                     | Sébastien Buemi        | Nissan e.dams                            | 1:12,529 | –         | 08    |
| 09                                                                     | Felipe Massa           | Venturi Formula E Team                   | 1:12,570 | –         | 09    |
| 10                                                                     | Robin Frijns           | Envision Virgin Racing                   | 1:12,600 | –         | 10    |
| 11                                                                     | Tom Dillmann           | NIO Formula E Team                       | 1:12,839 | –         | 11    |
| 12                                                                     | Daniel Abt             | Audi Sport ABT Schaeffler Formula E Team | 1:12,850 | –         | 12    |
| 13                                                                     | Alexander Sims         | BMW i Andretti Motorsport                | 1:12,861 | –         | 13    |
| 14                                                                     | José María López       | Geox Dragon                              | 1:13,073 | –         | 14    |
| 15                                                                     | Nelson Piquet jr.      | Panasonic Jaguar Racing                  | 1:13,421 | –         | 15    |
| 16                                                                     | António Félix da Costa | BMW i Andretti Motorsport                | 1:13,885 | –         | 16    |
| 17                                                                     | Mitch Evans            | Panasonic Jaguar Racing                  | 1:13,920 | –         | 17    |
| 18                                                                     | Jean-Éric Vergne       | DS Techeetah                             | 1:13,927 | –         | 18    |
| 19                                                                     | Oliver Turvey          | NIO Formula E Team                       | 1:14,133 | –         | 19    |
| 20                                                                     | Felipe Nasr            | Geox Dragon                              | 1:14,384 | –         | 20    |
| 21                                                                     | Pascal Wehrlein        | Mahindra Racing                          | 1:14,830 | –         | 21    |
| 22                                                                     | Jérôme D’Ambrosio      | Mahindra Racing                          | 1:15,347 | –         | 22    |
| 110-Prozent-Zeit: 1:18,751 min (bezogen auf Bestzeit von 1:11,592 min) |                        |                                          |          |           |       |

Anmerkungen
1. ↑  Mortara wurde um drei Positionen nach hinten versetzt, da er bei roten Flaggen zu schnell gefahren war.

### Rennen
| Pos. | Fahrer                 | Team                                     | Runden | Zeit        | Start | Schnellste Runde |
| ---- | ---------------------- | ---------------------------------------- | ------ | ----------- | ----- | ---------------- |
| 01   | Edoardo Mortara        | Venturi Formula E Team                   | 36     | 0:59:36,119 | 06    | 1:03,251 (29.)   |
| 02   | Lucas di Grassi        | Audi Sport ABT Schaeffler Formula E Team | 36     | + 0,988     | 05    | 1:03,214 (29.)   |
| 03   | Robin Frijns           | Envision Virgin Racing                   | 36     | + 1,536     | 10    | 1:03,202 (29.)   |
| 04   | Daniel Abt             | Audi Sport ABT Schaeffler Formula E Team | 36     | + 1,985     | 12    | 1:03,238 (29.)   |
| 05   | Felipe Massa           | Venturi Formula E Team                   | 36     | + 3,258     | 09    | 1:03,535 (30.)   |
| 06   | Sam Bird               | Envision Virgin Racing                   | 36     | + 3,306     | 07    | 1:02,358 (28.)   |
| 07   | Mitch Evans            | Panasonic Jaguar Racing                  | 36     | + 4,017     | 17    | 1:03,561 (29.)   |
| 08   | Gary Paffett           | HWA Racelab                              | 36     | + 4,368     | 04    | 1:03,719 (29.)   |
| 09   | Oliver Turvey          | NIO Formula E Team                       | 36     | + 5,624     | 19    | 1:03,705 (29.)   |
| 10   | António Félix da Costa | BMW i Andretti Motorsport                | 36     | + 6,492     | 16    | 1:03,688 (29.)   |
| 11   | José María López       | Geox Dragon                              | 36     | + 7,218     | 14    | 1:03,857 (28.)   |
| 12   | Tom Dillmann           | NIO Formula E Team                       | 36     | + 7,825     | 11    | 1:03,866 (29.)   |
| 13   | Jean-Éric Vergne       | DS Techeetah                             | 36     | + 16,604    | 18    | 1:03,611 (29.)   |
| 14   | André Lotterer         | DS Techeetah                             | 36     | + 24,270    | 03    | 1:02,317 (28.)   |
| –    | Oliver Rowland         | Nissan e.dams                            | 29     | DNF         | 02    | 1:03,766 (28.)   |
| –    | Stoffel Vandoorne      | HWA Racelab                              | 20     | DNF         | 01    | 1:03,674 (20.)   |
| –    | Sébastien Buemi        | Nissan e.dams                            | 19     | DNF         | 08    | 1:04,312 (17.)   |
| –    | Alexander Sims         | BMW i Andretti Motorsport                | 16     | DNF         | 13    | 1:04,899 (16.)   |
| –    | Felipe Nasr            | Geox Dragon                              | 01     | DNF         | 20    | –                |
| –    | Pascal Wehrlein        | Mahindra Racing                          | 01     | DNF         | 21    | –                |
| –    | Jérôme D’Ambrosio      | Mahindra Racing                          | 01     | DNF         | 22    | –                |
| –    | Nelson Piquet jr.      | Panasonic Jaguar Racing                  | 0      | DNF         | 15    | –                |

Anmerkungen
1. ↑  Bird erhielt nachträglich eine Fünf-Sekunden-Strafe, weil er eine Kollision verursacht hatte.

## Meisterschaftsstände nach dem Rennen
Die ersten Zehn des Rennens bekamen 25, 18, 15, 12, 10, 8, 6, 4, 2 bzw. 1 Punkt(e). Zusätzlich gab es drei Punkte für die Pole-Position und einen Punkt für den Fahrer unter den ersten Zehn, der die schnellste Rennrunde erzielte.

### Fahrerwertung
| Pos. | Fahrer                 | Team                                     | Punkte |
| ---- | ---------------------- | ---------------------------------------- | ------ |
| 01   | Sam Bird               | Envision Virgin Racing                   | 54     |
| 02   | Jérôme D’Ambrosio      | Mahindra Racing                          | 53     |
| 03   | Lucas di Grassi        | Audi Sport ABT Schaeffler Formula E Team | 52     |
| 04   | Edoardo Mortara        | Venturi Formula E Team                   | 52     |
| 05   | António Félix da Costa | BMW i Andretti Motorsport                | 47     |
| 06   | Robin Frijns           | Envision Virgin Racing                   | 43     |
| 07   | Daniel Abt             | Audi Sport ABT Schaeffler Formula E Team | 34     |
| 08   | Mitch Evans            | Panasonic Jaguar Racing                  | 34     |
| 09   | Pascal Wehrlein        | Mahindra Racing                          | 30     |
| 10   | André Lotterer         | DS Techeetah                             | 29     |
| 11   | Jean-Éric Vergne       | DS Techeetah                             | 28     |
| 12   | Alexander Sims         | BMW i Andretti Motorsport                | 18     |

| Pos. | Fahrer             | Team                    | Punkte |
| ---- | ------------------ | ----------------------- | ------ |
| 13   | Sébastien Buemi    | Nissan e.dams           | 15     |
| 14   | Felipe Massa       | Venturi Formula E Team  | 14     |
| 15   | Oliver Rowland     | Nissan e.dams           | 6      |
| 16   | Oliver Turvey      | NIO Formula E Team      | 6      |
| 17   | Gary Paffett       | HWA Racelab             | 4      |
| 18   | Stoffel Vandoorne  | HWA Racelab             | 3      |
| 19   | José María López   | Geox Dragon             | 2      |
| 20   | Nelson Piquet jr.  | Panasonic Jaguar Racing | 1      |
| 21   | Tom Dillmann       | NIO Formula E Team      | 0      |
| 22   | Maximilian Günther | Geox Dragon             | 0      |
| 23   | Felipe Nasr        | Geox Dragon             | 0      |
| –    | Felix Rosenqvist   | Mahindra Racing         | 0      |

### Teamwertung
| Pos. | Team                                     | Punkte |
| ---- | ---------------------------------------- | ------ |
| 01   | Envision Virgin Racing                   | 97     |
| 02   | Audi Sport ABT Schaeffler Formula E Team | 86     |
| 03   | Mahindra Racing                          | 83     |
| 04   | Venturi Formula E Team                   | 66     |
| 05   | BMW i Andretti Motorsport                | 65     |
| 06   | DS Techeetah                             | 57     |

| Pos. | Team                    | Punkte |
| ---- | ----------------------- | ------ |
| 07   | Panasonic Jaguar Racing | 35     |
| 08   | Nissan e.dams           | 21     |
| 09   | HWA Racelab             | 7      |
| 10   | NIO Formula E Team      | 6      |
| 11   | Geox Dragon             | 2      |